# Eleição municipal de Curitiba em 1962
A eleição municipal de Curitiba em 1962 foi realizada no dia 7 de outubro daquele ano. Conforme o calendário eleitoral da época, nesta eleição foi eleito somente o prefeito, sendo que os vereadores foram eleitos em 6 de outubro de 1963. Devido ao golpe civil-militar de 1964, esta acabaria sendo a última eleição direta para o executivo de Curitiba por 23 anos, já que tal cargo só voltaria a ser decidido por voto popular em 1985. 
O eleito foi Ivo Arzua Pereira, do PDC (em coligação com UDN e PL), candidato apoiado pelo então governador do Estado, Ney Braga, do mesmo partido. Durante a campanha, foi mostrada uma imagem mais técnica, já que o candidato era Engenheiro e Professor, não sendo um político de carreira ou com histórico familiar na política como seu principal concorrente . Mesma tática seria adotada 34 anos depois, na eleição de 1996, para eleger Cássio Taniguchi, outro prefeito de estilo tecnocrata que a cidade teve.

## Candidatos
|  | Nº | Candidato(a) a prefeito | Candidato(a) a prefeito                       | Candidato(a) a vice-prefeito | Candidato(a) a vice-prefeito | Coligação                                                                                               |
|  | -- | ----------------------- | --------------------------------------------- | ---------------------------- | ---------------------------- | --- |
|  | —  |                         | Ivo Arzua (PDC) Ivo Arzua Pereira             | —                            | —                            | Sem nome - Partido Democrata Cristão (PDC) - União Democrática Nacional (UDN) - Partido Libertador (PL) |
|  | —  |                         | Carlos Alberto Moro (PTB) Carlos Alberto Moro | —                            | —                            | Sem coligação - Partido Trabalhista Brasileiro (PTB)                                                    |
|  | —  |                         | Abílio Ribeiro (PSD) Abílio Ribeiro           | —                            | —                            | Sem coligação - Partido Social Democrático (PSD)                                                        |

## Resultado da eleição
| Turno único 7 de outubro de 1962 | Turno único 7 de outubro de 1962 | Turno único 7 de outubro de 1962 | Turno único 7 de outubro de 1962 |
| Candidato(a)                     | Vice                             | Votação                          | Votação                          |
| Candidato(a)                     | Vice                             | Total                            | Porcentagem                      |
| -------------------------------- | -------------------------------- | -------------------------------- | -------------------------------- |
| Ivo Arzua (PDC)                  | —                                | 51.511                           | 47,38%                           |
| Carlos Alberto Moro (PTB)        | —                                | 40.187                           | 36,96%                           |
| Abílio Ribeiro (PSD)             | —                                | 17.023                           | 16,65%                           |
| Total de votos válidos           | Total de votos válidos           | 108.721                          | 100,00%                          |
| Votos apurados                   |                                  |                                  |                                  |
| Votos válidos                    | Votos válidos                    | 108.721                          | 89,83%                           |
| Votos em branco                  | Votos em branco                  | 4.200                            | 3,47%                            |
| Votos nulos                      | Votos nulos                      | 8.102                            | 6,69%                            |
| Total de votos apurados          | Total de votos apurados          | 121.023                          | 100,00%                          |
| Eleitores                        |                                  |                                  |                                  |
| Comparecimento                   | Comparecimento                   | 121.023                          | 83,71%                           |
| Abstenções                       | Abstenções                       | 23.548                           | 16,29%                           |
| Total de eleitores               | Total de eleitores               | 144.571                          | 100,00%                          |